# Patrice Loko
Patrice Loko (Sully-sur-Loire, 6 februari 1970) is een voormalig Frans profvoetballer. Als aanvaller speelde Loko onder meer voor FC Nantes, Paris Saint-Germain, Olympique Lyon en FC Lorient. Ook was hij tussen 1993 en 1997 actief voor de Franse nationale ploeg. In 1995 won Loko het topscorersklassement van de Ligue 1.

## Clubcarrière
Met Nantes werd hij landskampioen in 1995. In datzelfde seizoen werd hij topschutter van de Ligue 1 (met 22 doelpunten). Met PSG won hij in 1998 de Coupe de France, de Trophée des Champions en de Coupe de la Ligue. In 2001 won hij met Troyes de Intertoto Cup.

## Interlandcarrière

### Frankrijk
Loko speelde tussen 1993 en 1997 in totaal 26 interlands voor de Franse nationale ploeg, daarin kon hij zeven doelpunten scoren. Hij zat ook in de selectie die deelnam aan de eindronde van het EK 1996. Hij maakte zijn debuut op 17 februari 1993 in en tegen Israël (0-4 winst), net als doelman Bernard Lama en middenvelder Paul Le Guen.